# NHL Awards 1995
Die NHL Awards 1995 sind Eishockey-Ehrungen und wurden im Juni 1995 vergeben.
Eric Lindros wurde als wertvollster und bester Spieler ausgezeichnet und war mit 22 Jahren einer der jüngsten Preisträger in diesen Kategorien. Ron Francis erhielt gleich drei Preise. Neben den Auszeichnungen als bester Defensivstürmer und fairster Spieler bekam er auch die Trophäe für die beste Plus/Minus-Statistik. Peter Forsberg, der eine große Karriere vor sich haben sollte, wurde als bester Neuprofi ausgezeichnet. Québec's Trainer Marc Crawford stellte mit dem Preis als bester Trainer gleich zwei Rekorde auf. Er war der jüngste Trainer, der die Trophäe je erhielt und war der erste, der sie gleich in seinem ersten Jahr in der NHL gewinnen konnte.
Da die Saison 1994/95 wegen des Lockout erst im Januar 1995 gestartet werden konnte, wurde der Spielplan auf 48 Spiele je Mannschaft gekürzt.

## Preisträger
Hart Memorial Trophy
Wird verliehen an den wertvollsten Spieler (MVP) der Saison durch die Professional Hockey Writers' Association
- Eric Lindros (C) – Philadelphia Flyers (63 Punkte)

- Außerdem nominiert
- Jaromír Jágr (RW) – Pittsburgh Penguins (27 Punkte)
- Dominik Hašek (G) – Buffalo Sabres (23 Punkte)

Lester B. Pearson Award
Wird verliehen an den herausragenden Spieler der Saison durch die Spielergewerkschaft NHLPA
- Eric Lindros (C) – Philadelphia Flyers

Vezina Trophy
Wird an den herausragenden Torhüter der Saison durch die Generalmanager der Teams verliehen
- Dominik Hašek – Buffalo Sabres

- Außerdem nominiert
- Ed Belfour – Chicago Blackhawks (25 Punkte)
- Jim Carey – Washington Capitals (25 Punkte)

James Norris Memorial Trophy
Wird durch die Professional Hockey Writers' Association an den Verteidiger verliehen, der in der Saison auf dieser Position die größten Allround-Fähigkeiten zeigte
- Paul Coffey – Detroit Red Wings

- Außerdem nominiert
- Chris Chelios – Chicago Blackhawks (39 Punkte)
- Ray Bourque – Boston Bruins

Frank J. Selke Trophy
Wird an den Angreifer mit den besten Defensivqualitäten durch die Professional Hockey Writers' Association verliehen
- Ron Francis – Pittsburgh Penguins (50 Punkte)

- Außerdem nominiert
- Esa Tikkanen – St. Louis Blues (48 Punkte)
- Joel Otto – Calgary Flames

Calder Memorial Trophy
Wird durch die Professional Hockey Writers' Association an den Spieler verliehen, der in seinem ersten Jahr als der Fähigste gilt
- Peter Forsberg (C) – Québec Nordiques (71 Punkte)

- Außerdem nominiert
- Jim Carey (G) – Washington Capitals (41 Punkte)
- Paul Kariya (LW) – Mighty Ducks of Anaheim

Lady Byng Memorial Trophy
Wird durch die  Professional Hockey Writers' Association an den Spieler verliehen, der durch einen hohen sportlichen Standard und faires Verhalten herausragte
- Ron Francis (C) – Pittsburgh Penguins (50 Punkte)

- Außerdem nominiert:
- Adam Oates (C) – Boston Bruins (40 Punkte)
- Alexei Schamnow (RW) – Winnipeg Jets

Jack Adams Award
Wird durch die NHL Broadcasters' Association an den Trainer verliehen, der am meisten zum Erfolg seines Teams beitrug
- Marc Crawford – Québec Nordiques (239 Punkte)

- Außerdem nominiert
- Scotty Bowman – Detroit Red Wings (160 Punkte)
- Terry Murray – Philadelphia Flyers

King Clancy Memorial Trophy
Wird an den Spieler vergeben, der durch Führungsqualitäten, sowohl auf als auch abseits des Eises und durch soziales Engagement herausragte
- Joe Nieuwendyk – Calgary Flames

Bill Masterton Memorial Trophy
Wird durch die Professional Hockey Writers' Association an den Spieler verliehen, der Ausdauer, Hingabe und Fairness in und um das Eishockey zeigte
- Pat LaFontaine – Buffalo Sabres

Conn Smythe Trophy
Wird an den wertvollsten Spieler (MVP) der Play Offs verliehen
- Claude Lemieux (RF) – New Jersey Devils

Art Ross Trophy
Wird an den besten Scorer der Saison verliehen
- Jaromír Jágr – Pittsburgh Penguins 70 Punkte (32 Tore, 38 Vorlagen)

William M. Jennings Trophy
Wird an den/die Torhüter mit mindestens 25 Einsätzen verliehen, dessen/deren Team die wenigsten Gegentore in der Saison kassiert hat
- Ed Belfour – Chicago Blackhawks 93 Gegentore in 42 Spielen (Gegentordurchschnitt: 2.28)

NHL Plus/Minus Award
Wird an den Spieler verliehen, der während der Saison die beste Plus/Minus-Statistik hat
- Ron Francis – Pittsburgh Penguins +30